# Acantherus piperatus
Acantherus piperatus är en insektsart som beskrevs av Scudder, S.H. 1902. Acantherus piperatus ingår i släktet Acantherus och familjen gräshoppor. Inga underarter finns listade i Catalogue of Life.